# VM i fodbold 2010 - Gruppe G
Denne artikel beskriver resultaterne i gruppe G i VM i fodbold 2010. Kampene i gruppe G blev spillet i perioden 15.-25. juni 2010. Gruppen bestod af Brasilien, Nordkorea, Elfenbenskysten og Portugal. Brasilien og Portugal havde ikke været i samme gruppe siden 1966. Den gang slog det portugisiske hold Brasilien 3-1 og gik videre til kvartfinale. Portugal kom til slut på tredjepladsen i slutspillet.
På FIFA-ranglisten offentliggjort umiddelbart inden starten på slutrunden var Brasilien rangeret på 2. pladsen, Portugal på 6. pladsen, Elfenbenskysten på 22. pladsen og Nordkorea på 102. pladsen. Med dette var denne gruppe den eneste i VM-slutspillet med to hold rangeret i top ti. Gruppens gennemsnitlige placering var 33. pladsen. Hvis man ser bort fra det lavest rangerede hold Nordkorea, var gennemsnittet 7,5. pladsen. Disse fakta gjorde, at gruppen forud for slutrunden blev betegnet som "Dødens gruppe" i VM-slutspillet.
Vinderen af denne gruppe, Brasilien, gik videre til et møde med nr. to i gruppe H. Holdet på andenpladsen i gruppe G, Portugal, gik videre til et møde med vinderen af gruppe H, som var Spanien.

## Slutstillingen
Tabelforklaring:
- K = Antal kampe spillet
- V = Antal sejre
- U = Antal uafgjorte
- T = Antal tab
- + / − = Antal mål scoret og sluppet ind
- MF = Målforskel

Holdene på første- og andenpladsen (mærket med grøn) kvalificerer sig til slutspillet.
| Hold            | Point | K | V | U | T | + | –  | MF  |
| --------------- | ----- | - | - | - | - | - | -- | --- |
| Brasilien       | 7     | 3 | 2 | 1 | 0 | 5 | 2  | +3  |
| Portugal        | 5     | 3 | 1 | 2 | 0 | 7 | 0  | +7  |
| Elfenbenskysten | 4     | 3 | 1 | 1 | 1 | 4 | 3  | +1  |
| Nordkorea       | 0     | 3 | 0 | 0 | 3 | 1 | 12 | -11 |

Alle tider i de følgende afsnit er lokale (UTC+2)

## Elfenbenskysten – Portugal
15. juni 2010 – 16:00

Nelson Mandela Bay Stadium, Port Elizabeth
Tilskuere:  37.034
| Elfenbenskysten | 0-0                                                       | Portugal |
|                 | (0-0) Rapport Arkiveret 18. juni 2010 hos Wayback Machine |          |
|                 |                                                           |          |

- Dommer: Jorge Larrionda (Uruguay)
- Assistentdommere: Pablo Fandino og Mauricio Espinosa (Uruguay)
- 4. dommer: Martín Vázquez (Uruguay)
- 5. dommer: Miguel Nievas (Uruguay)

## Brasilien – Nordkorea
15. juni 2010 – 20:30

Coca-Cola Park, Johannesburg
Tilskuere:  54.331
| Brasilien              | 2–1                                                       | Nordkorea      |
| Maicon 55' · Elano 72' | (0–0) Rapport Arkiveret 18. juni 2010 hos Wayback Machine | Ji Yun-Nam 89' |
|                        |                                                           |                |

- Dommer: Viktor Kassai (Ungarn)
- Assistentdommere: Gabor Eros og Tibor Vamos (Ungarn)
- 4. dommer: Subkhiddin Mohd Salleh (Malaysia)
- 5. dommer: Yuxin Mu (Kina)

## Brasilien – Elfenbenskysten
20. juni 2010 – 20:30

Soccer City, Johannesburg
Tilskuere:  84.455
| Brasilien                        | 3–1                                                       | Elfenbenskysten   |
| Luis Fabiano 25' 50' · Elano 62' | (1–0) Rapport Arkiveret 23. juni 2010 hos Wayback Machine | Didier Drogba 79' |
|                                  |                                                           |                   |

- Dommer: Stephane Lannoy (Frankrig)
- Assistentdommere: Eric Dansault og Laurent Ugo (Frankrig)
- 4. dommer: Subkhiddin Mohd Salleh (Malaysia)
- 5. dommer: Yuxin Mu ()

## Portugal – Nordkorea
21. juni 2010 – 13:30

Cape Town Stadium, Cape Town
Tilskuere:  63.644
| Portugal | 7–0                                                       | Nordkorea |
| Raul Meireles 29' · Simão Sabrosa 53' · Hugo Almeida 56' · Tiago Mendes 60' 89' · Liédson 81' · Cristiano Ronaldo 87' | (1–0) Rapport Arkiveret 23. juni 2010 hos Wayback Machine |           |
| |                                                           |           |

- Dommer: Pablo Pozo (Chile)
- Assistentdommere: Patricio Basualto og Francisco Mondria (Chile)
- 4. dommer: Jerome Damon (Sydafrika)
- 5. dommer: Enock Molefe (Sydafrika)

## Portugal – Brasilien
25. juni 2010 – 16:00

Moses Mabhida Stadium, Durban
Tilskuere:  62.712
| Portugal | 0–0                                                       | Brasilien |
|          | (0–0) Rapport Arkiveret 28. juni 2010 hos Wayback Machine |           |
|          |                                                           |           |

- Dommer: Benito Archundia (Mexico)
- Assistentdommere: Héctor Vergara (Canada) og Marvin Torrentara (Mexico)
- 4. dommer: Peter O'Leary (New Zealand)
- 5. dommer: Brent Best (New Zealand)

## Nordkorea – Elfenbenskysten
25. juni 2010 – 16:00

Mbombela Stadium, Nelspruit
Tilskuere:   34.763
| Nordkorea | 0–3                                                       | Elfenbenskysten                                             |
|           | (0–2) Rapport Arkiveret 28. juni 2010 hos Wayback Machine | Yaya Touré 14' · Koffi Ndri Romaric 20' · Salomon Kalou 82' |
|           |                                                           |                                                             |

- Dommer: Alberto Undiano Mallenco (Spanien)
- Assistentdommere: Fermín Martínez Ibánez og Juan Carlos Yuste Jiménez (Spanien)
- 4. dommer: Massimo Busacca (Schweiz)
- 5. dommer: Matthias Arnet (Schweiz)